# Сако, Бакари
Бакари́ Сако́ (фр. Bakary Sako; род. 26 апреля 1988 года, в Иври-сюр-Сен, Франция) — малийский и французский футболист, вингер. Является серебряным призёр кубка Англии, бронзовым призёром Чемпионата Европы 2006 года U-19, участником Кубка Африканских Наций 2015 года, победителем АФЛ Лиги 1. Выступал за сборную Мали.

## Клубная карьера
Воспитанник футбольных клубов «Витри», «Иври» и «Шатору». За последний начал профессиональную карьеру.
9 июля 2009 года Сако подписал контракт с клубом «Сент-Этьен» сроком на 4 года, перебравшись туда из скромного «Шатору». В стане Стефануа Бакари стал настоящим лидером клуба, способным повести за собой команду. За 3 года в клубе он провел 106 матчей, в которых отличился 12 раз.
29 августа 2012 года было объявлено, что Сако подписал контракт с английским «Вулверхэмптон Уондерерс». Дебютировал он за новый клуб 30 августа в матче Кубка лиги против клуба «Нортгемптон Таун», где он отличился забитым мячом, а спустя некоторое время состоялся его дебют в матчах Чемпионшипа, где Бакари уже сделал дубль. Это случилось в выездном матче против «Кардифф Сити», который закончился для «волков» поражением со счетом 1:3.
5 августа 2015 года Сако перешёл в клуб Премьер-лиги «Кристал Пэлас», подписав трёхлетний контракт. За три сезона он сыграл 50 матчей и забил 8 голов. Летом 2018 года, после истечения срока действия его контракта, Сако покинул «Кристал Пэлас». 2 октября 2018 года он в статусе свободного агента перешёл в «Вест Бромвич Альбион», заключив контракт до конца сезона. Бакари сыграл за клуб 6 матчей, отметился голом в Кубке Англии. Уже 27 января 2019 года Сако вернулся в «Кристал Пэлас», подписав с клубом соглашение на полгода.
В 2019 году, после 7-летнего периода выступлений в Англии, уехал доигрывать в Кипр, подписав контракт с футбольным клубом «Пафос». За клуб выступал до лета 2020 года.
1 января 2022 года он стал игроком футбольного клуба «Сент-Этьен», в который он вернулся спустя 10 лет. В своем же «дебютном» матче против французского клуба «Юра Суд» в кубке Франции, вышел на замену и забил гол.

## Международная карьера

### Юные годы
Впервые Сако сыграл за малийскую сборную в 2005 году (за сборную игроков U-17), в товарищеском матче, когда команда готовилась к чемпионату Африки среди юношей до 17 лет. В следующем году он играл уже за Францию, выступая за команду до 18 лет. Бакари был членом французской сборной, участвовавшей на чемпионате Европы среди юношей до 19 лет, дошедшей до полуфинала и выбывшей там от сборной Испании. Он дебютировал за Францию U-21 11 февраля 2009 года в товарищеском матче против Туниса. Сако забил свой первый гол среди игроков до 21 года на турнире 2009 года в Тулоне против Катара.

### Взрослая сборная
Сако выступал за сборную Мали до 2017 года.
В 2014 году Сако впервые был вызван в расположение национальной сборной Мали, на товарищеский матч против Сенегала.
Бакари забил свой первый гол за сборную в товарищеском матче против Гвинеи, который состоялся 25 мая 2014 года.
Его первый гол на международных соревнованиях был забит сборной Малави, в отборочном матче Кубка африканских наций.
В декабре 2014 года Сако был вызван в сборную для участия в Кубке африканских наций 2015 года. Это было его первым опытом участия в международном турнире среди взрослых.
Сако начал первые два матча Мали в Кубке в основе. Оба завершились вничью 1:1. Во втором матче против Кот-д’Ивуара, Бакари забил фантастический гол ударом с лёта левой ногой, который BBC позже провозгласит голом турнира. Однако несмотря на это, Сако не смог сыграть в старте решающую игру в группе против Гвинеи из-за болезни, хотя в итоге смог выйти со скамейки запасных на последние 15 минут игры. Эта игра тоже закончилась со счетом 1:1, что означало только одно, — пять из шести игр в группе D закончились со счётом 1:1. Это привело к жеребьевке, чтобы решить, кто пройдёт в четвертьфинал, а кто отправится домой. Фортуна улыбнулась сборной Гвинеи, а малийцы вылетели из турнира без поражений.
Завершил карьеру в сборной в 2017 году, после того как сборная Мали не сумела пробиться на ЧМ-2018 в России.

## Личная жизнь
Его брат, Морике Сако, тоже профессиональный футболист, выступавший за такие немецкие клубы, как «Арминия» и «Санкт-Паули», и завершивший карьеру в 2015 году.